# SimSimi
SimSimi és una aplicació conversacional, basada en la intel·ligència artificial. Va començar a desenvolupar-se en 2002 per la companyia ISMaker, la qual avui dia té el mateix nom que l'aplicació.
La intel·ligència artificial és el que permet al programa aprendre i alimentar-se dia a dia del que escriuen els seus usuaris, qui són els encarregats d'ensenyar-li a parlar correctament. SimSimi, pronunciat com "shim-shími", ve de la paraula coreana shimshim (en hangul, 심심; McCune-Reischauer, simsim), que, al seu torn, prové d'un verb que vol dir "estar avorrit". L'aplicació de SimSimi està disponible per a Android, Windows Phone, Windows 10 Mobile i iOS.

## Controvèrsia
SimSimi ha creat controvèrsia i protestes a Tailàndia, pel fet que alguna de les seves respostes contenien insults i crítiques cap a polítics, la qual cosa va portar a la seva censura en aquest país.
Cal també destacar que pel fet que el programa "aprèn" del que escriuen els usuaris, molta gent s'ha aprofitat d'això, portant a SimSimi a donar respostes contenint, per exemple, insults, contingut sexual, o afirmacions d'estar "espiant" a l'usuari. Això va causar l'empipament de molta gent, especialment dels pares de nens petits que rebien aquest tipus de respostes, portant molta gent a creure que, per exemple, darrere de l'aplicació hi havia una xarxa de pedofília.